# Монастырь Морача
Монастырь Морача (серб. Манастир Морача) расположен в долине реки Морача в центральной части Черногории. Является одним из наиболее значимых сербских православных памятников Средневековья на Балканах.
Монастырский комплекс состоит из большой церкви собора, посвященной Успению Богоматери, маленькой церкви святого Николы и нескольких строений с монашескими кельями.

## История
Основан в 1252 году сыном сербского князя Вукана II Неманича — Стефаном, который позже был похоронен в церкви Успения Богородицы. В XV веке после набегов турок, монастырь пришёл в запустение и восстановлен лишь в конце XVI века Вучичем Вучетичем. До сегодняшнего времени сохранились фрески с ликами Богородицы и Христа; а также 11 сцен, иллюстрирующих жизнеописание пророка Ильи. Особое место занимают иконы Святого Симеона и Святого Саввы работы Козьмы.
Последний слой фресок был наложен художниками школы Боки Которской. В начале XVIII века мастер Димитрий расписал церковь Успение Богоматери, а его сын закончил большую икону, изображающую жизнеописание святого Иоанна Крестителя.
На протяжении всей истории монастырь Морача играл значительную роль в жизни черногорцев и сербов. В нём выносили судебные приговоры, правители страны принимали важные государственные решения, писцы переписывали книги и обучали грамоте простое население — тех, кто не умел читать и писать.

## Архитектура
В архитектуре доминирует стиль рашской школы: однонефное сооружение из камня и внешние черты романского стиля. Простота экстерьера контрастирует с богатым внутренним убранством — фресками и иконами, которые являются одними из лучших образцов сербской и византийской настенной живописи.

## Галерея
- Церковь Успения Богоматери
- Внутренний двор монастыря
- Монастырская стена
- Аэросъёмка
- Аэросъёмка
- Аэросъёмка
- Аэросъёмка

## Туризм
Монастырь Морача является довольно популярным местом среди туристов. Для посетителей здесь создана минимально необходимая инфраструктура: небольшой кемпинг и кафе.